# Luise Zschöttge
Luise Zschöttge (Pseudonym: Luise Hynitzsch; * 30. Dezember 1908 in Leipzig; † nicht ermittelt) war eine deutsche Schriftstellerin.
Luise Zschöttge lebte in Leutershausen. Zwischen den Fünfziger- und
den Siebzigerjahren veröffentlichte sie eine Reihe von Jugendbüchern.

## Werke
- Die Berghofkinder, Hannover 1958 (unter dem Namen Luise Hynitzsch)
- Campingfahrt nach Monaco, Hannover 1960 (unter dem Namen Luise Hynitzsch)
- Teenager sind nicht von gestern, Göttingen 1961
- Heikos Hund, Wuppertal 1965
- Der Klecks, Wuppertal 1965
- Teenager von heute, Göttingen 1966
- Sonni und Silvi, Göttingen 1969
- Panne in Capua, Göttingen 1970
- Marens Lieblingspuppe, Hannover [u. a.] 1972
- Alarm im Tiergarten, Wuppertal 1979
- Ferienjob mit Überraschungen, Balve/Sauerland 1979
- Junge Leute von heute, Balve/Sauerland 1979